# جبال سموكي العظيمة
جبال سموكي العظيمة (بالشيروكي: ᎡᏆ ᏚᏧᏍᏚ ᏙᏓᎸ، Equa Dutsusdu Dodalv) هي سلسلة جبال ترتفع على طول حدود تينيسي وكارولينا الشمالية في جنوب شرق الولايات المتحدة. هي سلسلة فرعي من جبال الأبالاش، وتشكل جزءًا من مقاطعة بلو ريدج الفيزيوجرافيك. يُطلق على السلسلة أحيانًا اسم سموكي ماونتينز وعادة ما يُختصر الاسم إلى سموكيس. تشتهر سموكيس العظيمة بأنها موطن حديقة جبال غريت سموكي الوطنية، والتي تحمي معظم السلسلة الجبلية. أُنشأت الحديقة في عام 1934، وتحظى الحديقة بأكثر من 11 مليون زيارة سنويًا، فهي الحديقة الوطنية الأكثر زيارة في الولايات المتحدة.